# Острови Прибилова
57°10′49″ пн. ш. 170°14′01″ зх. д. / 57.1801515° пн. ш. 170.2337063° зх. д.
Острови Прибилова (англ. Pribilof Islands) — архіпелаг із чотирьох вулканічних островів у Беринговому морі. В адміністративному плані входять до складу штату Аляска, США. Названі на честь російського мореплавця Гаврила Прибилова, який відкрив ці острови.

## Географія
Розташовані на 320 км північніше острова Уналашка і приблизно на такій самій відстані на південний захід від найближчої точки материка.
Найбільші острови:
- Св. Павла (Сен-Поль) — 104 км²,
- Св. Георгія (Сен-Джордж) — 90 км².

Неподалік від острова Св. Павла є двоє незаселених островів:
- Оттер — 0,67 км²,
- Моржовий острів — 0,20 км².[1]